# Ignacio Rivero
José Ignacio Rivero Segade (* 10. April 1992 in Montevideo) ist ein uruguayischer Fußballspieler, der vorwiegend im Mittelfeld agiert.

## Laufbahn
Rivero begann seine fußballerische Laufbahn bei seinem Heimatverein Central Español FC, bei dem er bis zum Jahresende 2014 unter Vertrag stand. Anfang 2015 wechselte er zum argentinischen CSD Defensa y Justicia, für den er bis Ende 2017 tätig war. 
Anfang 2018 ging er nach Mexiko, wo er zunächst beim Club Tijuana spielte und anschließend zum Hauptstadtverein CD Cruz Azul wechselte, mit dem er im Torneo Guard1anes 2021 die mexikanische Fußballmeisterschaft gewann. Für die Cementeros war es der erste Meistertitel nach 24 Jahren.

## Erfolge
- Mexikanischer Meister: Guard1anes 2021 (mit Cruz Azul)